# Sagan om den stora datamaskinen
Sagan om den stora datamaskinen – en vision av Olof Johannesson är ett skönlitterärt verk från 1966 av Hannes Alfvén, svensk fysiker och professor vid Kungliga Tekniska högskolan.

## Bakgrund
Det som från början var tänkt som en saga för barnbarnen växte så småningom till en betraktelse av människans förhållande till naturen och tekniken. Alfvén skrev boken under pseudonym för att tydligt skilja boken från sina vetenskapliga verk. Hans andranamn var Olof och hans pappa hette Johannes.

## Handling
”Sagan om den stora datamaskinen” är upplagd som en evolutionshistoria skriven i en avlägsen framtid, där människans betydelse reducerats till ett evolutionärt steg på vägen mot en vis och allvetande dator. Alfvén förutspådde i boken mycket av den utveckling som sedan har skett, med stora datasystem som sköter viktiga funktioner inom samhälle och industri, och nya sätt att kommunicera. Bokens svindlande berättelse rymmer både humoristiska och visionära tankegångar – den är allt annat än en dystopi.

## Dramatisering
Det blev känt att Alfvén skrivit boken och den blev snabbt uppmärksammad, både i Sverige och utomlands. Den planerades att sättas upp som opera av Karl Birger Blomdahl som några år tidigare gjort succé med "Aniara", och spelas på Kungliga Operan i Stockholm och Metropolitan i New York, men projektet avbröts 1968 vid Blomdahls bortgång.
Kungliga Tekniska högskolan tog 2020 initiativ till en ny operadramatisering av boken. Uppsättningen är gjord i samarbete med Vadstena-Akademien och under konstnärlig ledning av Carl och Åsa Unander-Scharin. Efter förseningar på grund av coronapandemin spelades operan, med den engelska titeln The Tale of the Great Computing Machine, i december 2022 i reaktorhallen R1 på KTH.

## Utgåvor och översättningar
- Sagan om den stora datamaskinen, Albert Bonniers Förlag 1966, 1986
- Sagan om den stora datamaskinen, Nilleditions 2016
- The Great Computer: A Vision, Gollancz 1968
- The Tale of the Big Computer, Coward-McCann 1968
- The End of Man?, Award Books 1969